# Samir Bertin d'Avesnes
Samir Bertin d'Avesnes (Moroni, Comores, 15 de abril de 1986) es un futbolista comorense. Juega de delantero y actualmente está sin equipo.

## Selección nacional
Ha sido internacional con la selección de fútbol de Francia Sub-20 y con la selección de fútbol de Comoras.

## Clubes
| Club            | País    | Año       |
| --------------- | ------- | --------- |
| SC Bastia       | Francia | 2002-2008 |
| Croix-de-Savoie | Francia | 20082009  |
| AS Beauvais     | Francia | 2009-2011 |
| US Roye-Noyon   | Francia | 2011      |
| FCA Calvi       | Francia | 2012-2013 |